# Presidente de la Asamblea Legislativa de las Islas Malvinas
El Presidente de la Asamblea Legislativa (en inglés, Speaker of the Legislative Assembly of the Falkland Islands) es quien preside la Asamblea Legislativa de las Islas Malvinas.
El Consejo Legislativo de las Islas Malvinas (establecido en el siglo XIX) fue presidida por el Gobernador hasta el año 2002 cuando el cargo de Presidente se ha creado. En 2009 la nueva Constitución sustituye el Consejo Legislativo con la Asamblea Legislativa y se estableció el cargo de Presidente en la ley.
El Presidente es elegido por los miembros de la Asamblea Legislativa en la primera reunión de la Asamblea después de una elección. El Presidente no es normalmente un miembro de la Asamblea Legislativa y puede ser removido de su cargo por una moción de censura.

## Lista
| Nombre                               | Inicio del mandato      | Fin del mandato      |
| ------------------------------------ | ----------------------- | -------------------- |
| El Gobernador de las Islas Malvinas  | 1845                    | 2002                 |
| Lionel Geoffrey "Tim" Blake, OBE, JP | 2002                    | 2005                 |
| Darwin Lewis Clifton, OBE            | 22 de noviembre de 2005 | 4 de febrero de 2009 |
| Keith Biles, JP                      | 27 de febrero de 2009   | en el cargo          |